# Le ragazze della spiaggia
Le Ragazze della spiaggia (The Beach Girls) è una commedia sexy statunitense del 1982 diretta da Pat Townsend. Nel cast compaiono Jeana Tomasino, Val Kline e Debra Blee.

## Trama
Due studentesse del college, Ducky e Ginger, incontrano la loro ingenua amica, Sarah, in una casa al mare nel sud della California. La casa appartiene allo zio di Sarah che, per loro fortuna, ha permesso loro di usare la sua casa per l'estate mentre lui è via. Subito dopo l'arrivo Ducky e Ginger, organizzano la prima di molte feste sfrenate, ma non senza qualche resistenza da parte di Sarah. Le due continuano i piani per altre feste, a cui invitano disadattati assortiti, addetti alle consegne e persone di passaggio. Alla fine, la resistenza di Sarah svanisce e lei si unisce alle feste sfrenate.

## Critica
Sebbene la maggior parte delle recensioni abbia preso di mira questa commedia di basso livello, Linda Gross ha scritto sul Los Angeles Times che il film è «un'allegra fantasia sessuale di mezza estate sullo sfruttamento giovanile, senza pretese e con eccellenti valori di produzione». Tra le altre recensioni, una affermava: «francamente, le uniche attrattive vendibili del film sono quelle delle attrici protagoniste - e certamente esiterei a chiamarle attrici. In sintesi, il film attacca i sensi come una balena spiaggiata che si sta deteriorando al sole da 24 ore». Un'altra recensione ha osservato che «nonostante tutta la nudità, i corpi rampanti e le aperture all'edonismo, c'è sorprendentemente poco sesso vero e proprio nel film». The Kansas City Star ha detto che il film «gode del dubbio primato di essere una commedia peggiore di Porky's, un'impresa che questo recensore considerava virtualmente impossibile.»